# Anathallis carvalhoi
Anathallis carvalhoi là một loài thực vật có hoa trong họ Lan. Loài này được (Luer & Toscano) Luer mô tả khoa học đầu tiên năm 2007.